# Курочка Марія Юхимівна
Марія Юхимівна Курочка (нар. 15 березня 1942, Покалів, Овруцький р-н, Житомирська обл.) — українська художниця декоративно-ужиткового мистецтва, живописиця. Членкиня НСХУ (1977).

## Життєпис
Марія Курочка народилася на Житомирщині в селі Покалів.
У 1963 році закінчила Київське училище прикладного мистецтва.
У 1968 році закінчила Львівський інститут прикладного та декоративного мистецтва, викладачі Михайло Гладкий, Борис Горбалюк, Юрій Лащук.
З 1963 по 2007 роки працювалана на Львівській експериментальній кераміко-скульптурній фабриці.
Працює в галузі художньої кераміки, скульптури малих форм та живопису.
У національному стилі виконує розписи на кам'яній масі, декоруючи ліпленням і рельєфами, солями, емалями з ангобами та склом.
Живе та працює в місті Львів.

## Виставки
Від 1968 року брала учать у всесоюзних художніх виставках.
У Львові відбулися персональні виставки у 1972, 1992, 2003 роках.
Роботи Марії Курочки зберігаються у Національному музеї декоративного мистецтва України (Київ), Сумському художньому музеї, Музеї етнографії та художнього промислу (Львів), Національному музеї у Львові, Музеї української майоліки (Трускавець).
Каталог робіт художниці розміщено на сайті проєкту «Лабіринти ЛКСФ».

## Основні твори
- Скульптури малих форм — «Чорт-оптиміст», «Чорт-песиміст», «Нещасна мати» (1968), «Свиня-скарбничка» (2007), «Автопортрет із собачкою» (2008);
- декоративні композиції — «Прощання» (1970), «Вершини», «Спомини про моє місто» (1977), «Місячна ніч» (1981), «Земле моя, всеплодющая мати» (1986), «Чорнобильське поле» (1990), «Ковчег» (2006), «Риби» (2010);
- декоративні тарелі — «Живи, Україно» (1970), «Весільна» (1971), «Подруги» (1980), «Магнолія» (1985), «Орел Карпат» (1992);
- ваза — «Щасливе життя» (1971), «Магнолія»;
- штофи — «Львів» (1970), «Старий Львів» (1983), «Роксолана», «Данило Галицький» (1993);
- скульптури — «Дід з онуками» (1975), «Порожні гнізда» (1990), «Чорнобильське поле» (1992), «Рівновага», «Недільні дзвони» (2000), «Дерево життя» (2003);
- живопис — «Соняшники» (2004), «Львів» (2005), «Батьківщина» (2008), «Зима», «Осінній етюд» (2010);
- керамічне панно та керамічна решітка для кафе «Казка» (1983, м. Червоноград);
- керамічні вазони для вітрини кафе «Казка» (1983, м. Червоноград).

Роботи Марії Курочки в Каталозі Українського Мистецтва.

## Родина
Брат М. Ткач.